# Eptano
Con il termine eptano ci si riferisce ad un qualunque alcano avente formula bruta C7H16 o ad una qualunque miscela di più composti corrispondenti a tale formula (isomeri strutturali) o per antonomasia all'isomero lineare, chiamato più propriamente n-eptano.
A temperatura ambiente si presenta come un liquido incolore dall'odore pungente. 
È un composto molto infiammabile, irritante per la pelle, pericoloso per l'ambiente, nocivo.
Il n-eptano ha per definizione numero di ottano pari a zero (l'altro riferimento è il 2,2,4-trimetilpentano, che ha numero di ottano eguale a 100).

## Isomeri dell'eptano
L'eptano ha 9 isomeri costituzionali (o topologici):
- n-eptano CH3-CH2-CH2-CH2-CH2-CH2-CH3 (lineare)
- 2-metilesano o isoeptano H3C–CH(CH3)–CH2–CH2–CH2–CH3
- 3-metilesano CH3-CH2-CH2-CH(CH3)-CH2-CH3
- 3-etilpentano CH3-CH2-CH(CH2-CH3)-CH2-CH3
- 2,2-dimetilpentano CH3-CH2-CH2-C(CH3)2-CH3
- 2,3-dimetilpentano CH3-CH2-CH(CH3)-CH(CH3)-CH3
- 2,4-dimetilpentano CH3-CH(CH3)-CH2-CH(CH3)-CH3
- 3,3-dimetilpentano CH3-CH2-C(CH3)2-CH2-CH3
- 2,2,3-trimetilbutano CH3-CH(CH3)-C(CH3)2-CH3

Alcuni isomeri dell'eptano sono gli alcani più leggeri che presentano attività ottica. Il 3-metilesano e il 2,3-dimetilpentano hanno nelle rispettive molecole uno stereocentro, sono chirali e quindi esistono in due forme enantiomeriche otticamente attive.